# Sepolcro di Hilarus Fuscus

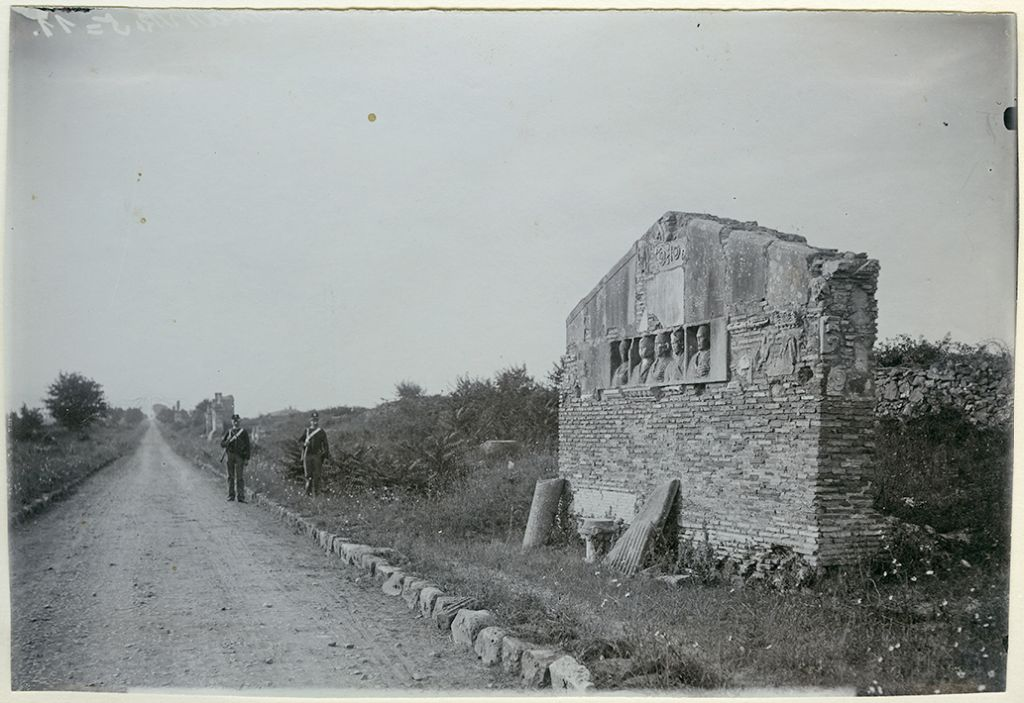
Il sepolcro a inizio '900

Il sepolcro di Hilarus Fuscus è un monumento funerario, posto sull'Appia Antica nei pressi di Roma. Sulla facciata in muratura era presente un'epigrafe recante il nome del defunto (in latino Hilarus Fuscus o Hilarius Fuscus, italianizzato anche in Ilario Fusco), sparita poi nel periodo tra il 1978 e 1998.
Dall'architettura del sepolcro e dall'analisi delle figure rappresentate (in particolare dalla pettinatura delle donne) è possibile datare il monumento alla fine del periodo repubblicano, inizio dell'età imperiale (attorno al 30 a.C.).

## Citazioni letterarie
La tomba viene anche ricordata da Émile Zola nel romanzo Roma del 1896.